# Адам Букса
Адам Бу́кса (пол. Adam Buksa; нар. 12 липня 1996, Краків, Польща) — польський футболіст, нападник данського клубу «Мідтьюлланн» і збірної Польщі.
Брав участь у грі «Лехії» проти донецького «Шахтаря» на одному з турнірів у Любліні, яку за підсумками пенальті (15:14) виграли поляки.